# Alakoss
Alakoss es una comuna rural del departamento de Goure de la región de Zinder, en Níger. En diciembre de 2012 presentaba una población censada de 19 199 habitantes, de los cuales 9313 eran hombres y 9886 eran mujeres.
En el siglo XIX, antes de la colonización francesa, el pueblo era un asentamiento gobernado por los tuaregs, que protegían la independencia del área frente a las poderosas localidades de Zinder y Gouré. Actualmente la comuna, cuya economía está basada en la ganadería, está habitada principalmente por kanuris y fulanis.
Se encuentra situada en el centro-sureste del país, unos 70 km al noroeste de la capital departamental Gouré y unos 80 km al noreste de la capital regional Zinder.